# XYZ-анализ
XYZ-анализ — анализ, где ресурсы компании классифицируют на три категории по характеру потребления и точности (волатильности) предсказания потребления в течение определённого времени.
Где:
- X — имеют стабильный, с минимальными колебаниями спрос. Эти ресурсы нужно «держать под рукой»
- Y — имеют нестабильный, но предсказуемый спрос. Этим ресурсам нужно найти баланс.
- Z — имеют крайне волатильный спрос. Эти ресурсы лучше сбывать по предзаказу.

## Алгоритм анализа
Пусть {\displaystyle x} — некоторое измеряемое значение ресурса. Пусть было выполнено {\displaystyle n} измерений. {\displaystyle x_{i}} — результат i-го измерения.
Среднеквадратичное отклонение ({\displaystyle \sigma }) равно
{\displaystyle \sigma ={\sqrt {\frac {\sum _{i=1}^{n}\left(x_{i}-{\bar {x}}\right)^{2}}{n}}}.}
Тогда среднее арифметическое ({\displaystyle {\bar {x}}}) равно
{\displaystyle {\bar {x}}={\frac {\sum _{i=1}^{n}x_{i}}{n}}.}
Коэффициент вариации ресурса ({\displaystyle V}) — отношение среднеквадратичного отклонения ({\displaystyle \sigma }) к среднеарифметическому значению ({\displaystyle {\bar {x}}}) измеряемых значений ({\displaystyle x}) ресурса:
{\displaystyle V={\frac {\sigma }{\bar {x}}}.}
| Интервал значений {\displaystyle V} | Категория ресурса |
| ----------------------------------- | ----------------- |
| 0 %—10 %                            | Категория X       |
| 10 %—25 %                           | Категория Y       |
| Свыше 25 %                          | Категория Z       |

Четыре этапа алгоритма анализа ресурсов:
1. определение значений {\displaystyle V} ресурсов по приведённой выше формуле;
2. сортировка ресурсов по возрастанию значений {\displaystyle V};
3. распределение ресурсов по категориям X, Y, Z, используя значения {\displaystyle V} согласно приведённой выше таблице;
4. графическое представление результатов анализа.

## Пример отчёта
| Неделя   | Батон | Фруктовый лёд | Соус |
| -------- | ----- | ------------- | ---- |
| Неделя 1 | 100   | 5             | 10   |
| Неделя 2 | 110   | 2             | 0    |
| Неделя 3 | 105   | 0             | 0    |
| Неделя 4 | 100   | 2             | 11   |

| Товар         | Среднее | Отклонение | CV   | XYZ | Рекомендация                                          |
| ------------- | ------- | ---------- | ---- | --- | ----------------------------------------------------- |
| Батон         | 103.75  | 4.78       | 0.04 | X   | Держать запас, постоянно пополнять                    |
| Фруктовый лёд | 2.25    | 2.06       | 0.91 | Y   | Рассмотреть баланс запаса к спросу                    |
| Соус          | 5.25    | 6.07       | 1.15 | Z   | Отказаться от товара, или предоставлять по предзаказу |

## Интерпретация результатов анализа
Ресурсы категории X характеризуются стабильной величиной их потребления, незначительными колебаниями в их расходе и высокой точностью прогноза их потребления.
Ресурсы категории Y характеризуются известными тенденциями определения потребности в них (например, сезонными колебаниями) и средними возможностями прогнозирования потребности в них.
Ресурсы категории Z характеризуются не регулярным потреблением, отсутствием каких-либо тенденций в их потреблении, невысокой точностью прогнозирования их потребления.

## Нюансы
Реальное значение коэффициента вариации для разных групп может отличаться по следующим причинам:
- сезонность продаж;
- тренд;
- акции;
- дефицит;
- и так далее.

Существует несколько разновидностей XYZ-анализа, например, анализ плановых данных с фактическими, что даёт более точный % отклонения от прогноза. Очень часто XYZ-анализ проводят совместно с ABC-анализом, что позволяет выделять более точные группы относительно их свойств.